# Acanthorhynchus
Genre
Synonymes
- Acanthorynchus Lichtenstein, 1854[2]
- Leptoglossus Swainson, 1837[2]

Acanthorhynchus est un genre de passereaux de la famille des Meliphagidae.

## Liste des espèces
Selon la classification de référence du Congrès ornithologique international (version 6.4, 2016) :
- Acanthorhynchus superciliosus Gould, 1837
- Acanthorhynchus tenuirostris (Latham, 1801)
  - Acanthorhynchus tenuirostris cairnsensis Mathews, 1912
  - Acanthorhynchus tenuirostris dubius Gould, 1837
  - Acanthorhynchus tenuirostris halmaturinus Campbell, AG, 1906
  - Acanthorhynchus tenuirostris tenuirostris (Latham, 1801)